# Strangalia sexalbonotata
Strangalia sexalbonotata är en skalbaggsart som beskrevs av Maurice Pic 1955. Strangalia sexalbonotata ingår i släktet Strangalia och familjen långhorningar. Inga underarter finns listade i Catalogue of Life.